# ساختمان شهربانی ماکو
ساختمان شهربانی ماکو مربوط به دوره قاجار است و در ماکو، خیابان امام واقع شده و این اثر در تاریخ ۳ اسفند ۱۳۷۷ با شمارهٔ ثبت ۲۲۱۳ به‌عنوان یکی از آثار ملی ایران به ثبت رسیده است.